# 武市康
武市 康（たけち やすし、1987年6月13日 - ）は、日本の元男子バレーボール選手である。

## 来歴
高知県香南市出身。母の勧めで小学5年生からバレーボールを始める。
高知高等学校、愛知学院大学を経て、2009/10シーズン、V・プレミアリーグ（当時のVリーグ1部リーグ）に所属するサントリーサンバーズの内定選手となった。
2010年、大学卒業後に、サントリーサンバーズに入団した。入団1シーズン目となる2010/11シーズンにV・プレミアリーグの試合に出場し、Vリーグデビューを果たした。
2013年、2012/13 V・プレミアリーグをもって現役を引退した。

## 所属チーム
- 高知高等学校（2003-2006年）
- 愛知学院大学（2006-2010年）
- サントリーサンバーズ（2010-2013年）